# アスター・プレイス暴動
座標: 北緯40度43分48秒 西経73度59分28秒 / 北緯40.729999度 西経73.991244度
アスター・プレイス暴動（アスター・プレイスぼうどう、英:The Astor Place Riot）は、1849年5月10日にニューヨーク市マンハッタンのアスター・オペラハウスで発生し、22人から31 人の暴徒が死亡し、120人以上が負傷した。これはマンハッタンで起きた多くの市民暴動の中で最も被害の大きい事件である。
この暴動で、米国での軍事行動による民間人の死傷者がアメリカ独立戦争以来最大を記録し、警察の軍事化に拍車をかけた(例えば、暴動鎮圧訓練の実施や、より大きく重い警棒の配備)。暴動の起源は、当時最も有名なアメリカ人俳優エドウィン・フォレストと、同様に著名なイギリス人俳優ウィリアム・チャールズ・マクレディとの間の論争にあった。共にシェイクスピア俳優であった彼らは、どちらが優れているかを競い合い、それが過熱化し暴動に至ったのである。

## 背景
19 世紀前半、劇場は大衆の娯楽施設として普及し、ほとんどの町や都市では劇場が主要な集会場であった。その結果、当時のスター俳優は、現代の有名人に匹敵するほど、非常に忠実な支持者を獲得した。それと同時に、観客は俳優だけでなく様々な階級や政治的信条を持つ仲間の観客に対して、自身の感情を知らせる・訴える場として劇場を捉えていた。そのため劇場での暴動はニューヨークで珍しいことではなかった。
19世紀初頭から中期にかけて、アメリカの劇場はイギリスの俳優や演出家に支配されていた。アメリカ人初のスター俳優エドウィン・フォレストの台頭と、その支持者の激しい熱狂は、アメリカ国内で育まれたエンターテイメント・ビジネスの登場を示唆する早い例であった。英国の俳優が舞台で演じている間に劇場全体がばらばらに壊された1765年の印紙法の暴動以来、80年以上にわたって暴力の気配がくすぶっており、この暴動はその結果であった。米国ツアーをしていた英国人俳優は、自分たちが目立った存在であり、また他に怒りのターゲットとなる人々がやって来るわけでもないので、しばしば自分たちが暴力的な反英国感情からくる怒りの焦点になってしまうことに気が付いた。
フォレストとマクレディの共通点はシェイクスピア俳優であったということだ。これは19世紀においてシェイクスピアはアングロサクソン文化の象徴として評価されていたためであった。たとえば、ラルフ・ワルド・エマーソンは、地球外生命体はおそらく地球を「シェイクスピア」と呼んでいると日記に記した。当時シェイクスピアの戯曲は教育を受けた人々だけのお気に入りではなかった。例えばカリフォルニア・ゴールドラッシュでは、鉱山労働者がキャンプファイヤーの周りに座り記憶に基づいてシェイクスピアの戯曲を演じることで、厳しい冬を乗り越えた。このようにシェイクスピアの戯曲はあらゆる社会階層の人に支持されていたのである。

## 暴動の起源
暴動の根源は複数あるが、主要な要素は3つである。
- 彼の世代で最も偉大な英国の俳優としての評判を誇っていたマクレディと、アメリカ初の演劇スターであるフォレストとの間の諍いである。彼らは1840年代の英米関係の悪化で、激しい演劇のライバル関係になった。誰がより優れた俳優であるかという問題は、イギリスや、特にアメリカのメディアで悪名高い論争の的となり、定期刊行物のコラムはそれぞれの長所についての議論でにぎわっていた。
- 主に労働者階級のアメリカ人とアイルランド移民の間で、英国からの文化的疎外感が高まっていた。反移民主義的なアメリカ人はアイルランド系移民に敵対的であったが、どちらもイギリス人に対する共通の利害を見出した。
- フォレストを大いに支持したグループと、マクレディを支持した主にイギリス好きな上流階級との間の階級闘争である。2人の俳優はイギリスとアメリカの代表者となり、彼らのライバル関係は、アメリカ文化の未来に関する2つの対立する見解を代表するようになった。

皮肉なことに両者はともにシェイクスピア俳優として有名であった。独自の演劇スタイルを確立していなかったアメリカにとって、文化的な豊かさを証明する方法は、英国と同じくらい巧みにシェイクスピアを演じることだった。

## 身近な原因
マクレディとフォレストは、暴動が勃発する前に、それぞれ相手の国を2回ツアーした。マクレディのアメリカへの2回目の訪問で、フォレストは国中で彼を追跡し、同じ演劇に出演して彼へ挑戦した。当時の傾向を考えると、ほとんどの新聞は土着のスターであるフォレストを支持した。フォレストのロンドンの 2 回目の訪問では、彼は最初のツアーよりも人気がなく、これをマクレディの策略と結論付けた。彼はハムレットを演じるマクレディの公演に行き、大声でシューという音を立てた。マクレディは、フォレストには分別がないと告げた。 
フォレストとニューヨークの労働者やギャングとの繋がりはかなりのものであった。彼はバワリー・シアター(Bowery Theatre)でデビューした。この劇場は数ブロック西あるロウアー・マンハッタンの暴力的で移民の多いファイブ ・ポインツ地区から引き寄せられた労働者階級の聴衆を主な対象とするようになった。フォレストの筋肉質な体格と熱烈な語り口は、特にマクレディのより落ち着いた上品なスタイルと比較して、彼の労働者階級のファンから見事に「アメリカ人」と見なされた。 裕福な演劇ファンは、移民やファイブ・ポインツの群衆との交流を避けるために、ブロードウェイ(上流階級の娯楽エリア) とバワリー(労働者階級の娯楽エリア) の交差点近くにアスター・プレイス・オペラ ハウス（Astor Place Opera House）を建設した。劇場は伝統的にすべての階級が集まる場所であった。しかし、アスター・オペラ ハウスにドレスコードがあったため、このオペラハウスの存在自体が大衆主義のアメリカ人に挑発と見なされた。 

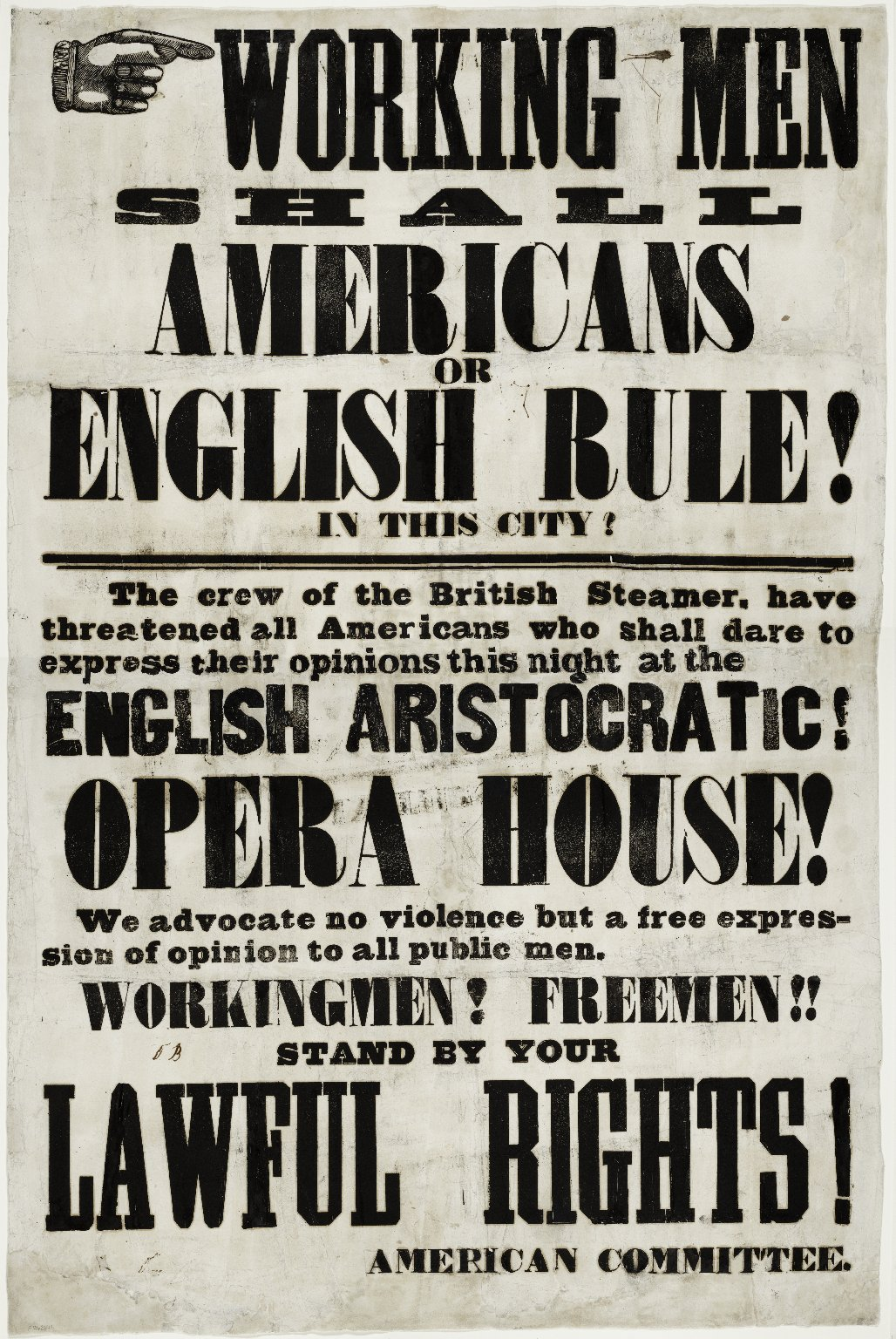
ネッド・バントライン（Ned Buntline）と全米委員会（英:the American Committee, もしくは the Order of United Americans）によって作成され、アスター・プレイス暴動の扇動に使用されたビラ。

マクレディはこのオペラハウスのマクベスに出演する予定だった。このオペラハウスはあまり高度な娯楽に開かれておらず、オペラのフルシーズンで生き残ることができずに「アスタープレイスシアター」という名前で運営されていた。フォレストは同じ夜、数ブロック離れた巨大なブロードウェイ・シアターでマクベスを上演する予定であった。 

## 暴動

### 5月7日の事件
1849年5月7日の夜、フォレストの支持者たちはアスター・オペラハウスの最上階のチケットを何百枚も購入し、公演を中止させようと、腐った卵、ジャガイモ、リンゴ、レモン、靴、臭い液体のボトル、破れた座席をステージに向けて投げつけた。演者はめげずに演技を続けたが、群衆の妨害は凄まじく公演を中断することを余儀なくされた。 一方、フォレストの5月7日の公演では、フォレストが「どのルバーブ、センナ、またはどのような下剤がこれらの英語を洗い流すのでしょうか?」とマクベスの台詞を述べると、聴衆は立ち上がり歓声を上げた。

### 嘆願書
悲惨な公演の後、マクレディは次の船で英国に向けて出発する意向を表明した。その後、彼は作家のハーマン・メルヴィルやワシントン・アーヴィングを含む47人の裕福なニューヨーカーが署名した嘆願書を受け取った。ある俳優は「このコミュニティに広まっている良識と秩序の尊重は、その後の夜のパフォーマンスであなたを支えてくれるでしょう」と述べた。この嘆願書を受け、マクレディは再演を決める。5月10日、マクレディは再びマクベス役で舞台に立った。

### 5月10日の事件
暴動の当日、警察署長のジョージ・ワシントン・マトセル（George Washington Matsell）は、新しくニューヨーク市長になったカレブ・スミス・ウッドハルに、深刻な暴動を鎮めるのに十分な人員がいないことを知らせ、ウッドハルは民兵を呼び寄せた。チャールズ・W・サンドフォード（Charles Sandford）将軍はワシントン・スクエア・パークに州の第7連隊 (Seventh Regiment) を編成し、騎兵隊、軽砲、軽騎兵の計350名で劇場の警官を支援した。また上流階級の地域の家を守るために、追加の警官が割り当てられた。 

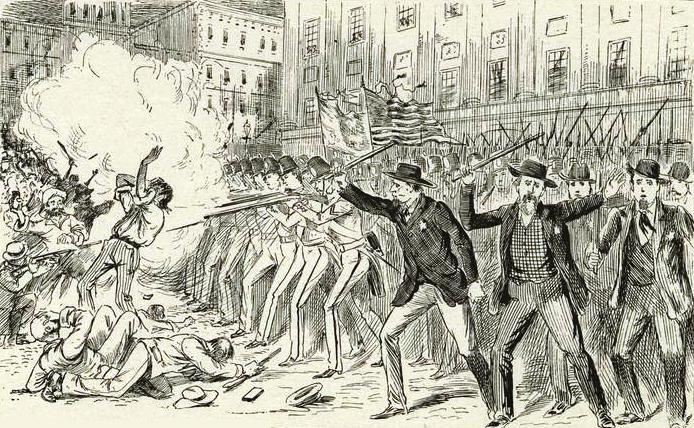
アスター・プレイス暴動

反対側でも同様の準備が行われていた。政治組織タマニー・ホールのキャプテンアイザイア・リンダース（Isaiah Rynders）は、フォレストの熱心な支援者であり、5月7日のマクレディ公演の妨害に関わった1人だった。彼は新たに権力の座に着いたホイッグ党政権を当惑させることを決意し、街中のレストランや酒場にビラやポスターを配布した。そして労働者や愛国者にイギリス人に対する感情を示すよう呼びかけ、「アメリカ人とイギリス人、どちらがこの街を支配するべきか?」と尋ねた。また、マクレディの10日公演の無料チケットと、人々を配置する場所の計画が配られた。 
開演予定の7時30分までに、劇場周辺の通りには最大10,000人の人々が詰めかけた。フォレスト支持者の中で最も著名な人物の一人は、リンダース（Rynders）の主任補佐官であった大衆小説家のネッド・バントライン（Ned Buntline）だった。バントラインと彼の追随者たちは、劇場を石で砲撃するための器具を設置し、警察との戦闘を続けた。彼らとその他のフォレスト支持者は、建物に火をつけようとしたが失敗に終わった。反マクレディのチケット所有者の多くは排除され、そもそも内部に入ることができなかった。聴衆は包囲状態にあったにもかかわらず、マクレディは再び「ダムショー（dumb show）をし、その後は変装して劇場から抜け出した。
都市をコントロールできなくなるのではないかと怖れ、当局は軍隊を呼びだした。9時15分に到着した軍隊は、押し合い、攻撃され、負傷した。最後に兵士たちは整列し、前代未聞の警告の後、最初は空中に発砲し 、次に至近距離で群衆に向けて数回発砲した。殺された人々の多くは罪のない傍観者であり、犠牲者のほとんどは労働者階級であった。死者のうち7人はアイルランド移民だった。数十人の負傷者と死者が近くの店や酒場に並べられ、翌朝、母親と妻が通りや死体安置所を探し回り、愛する人を探した。 

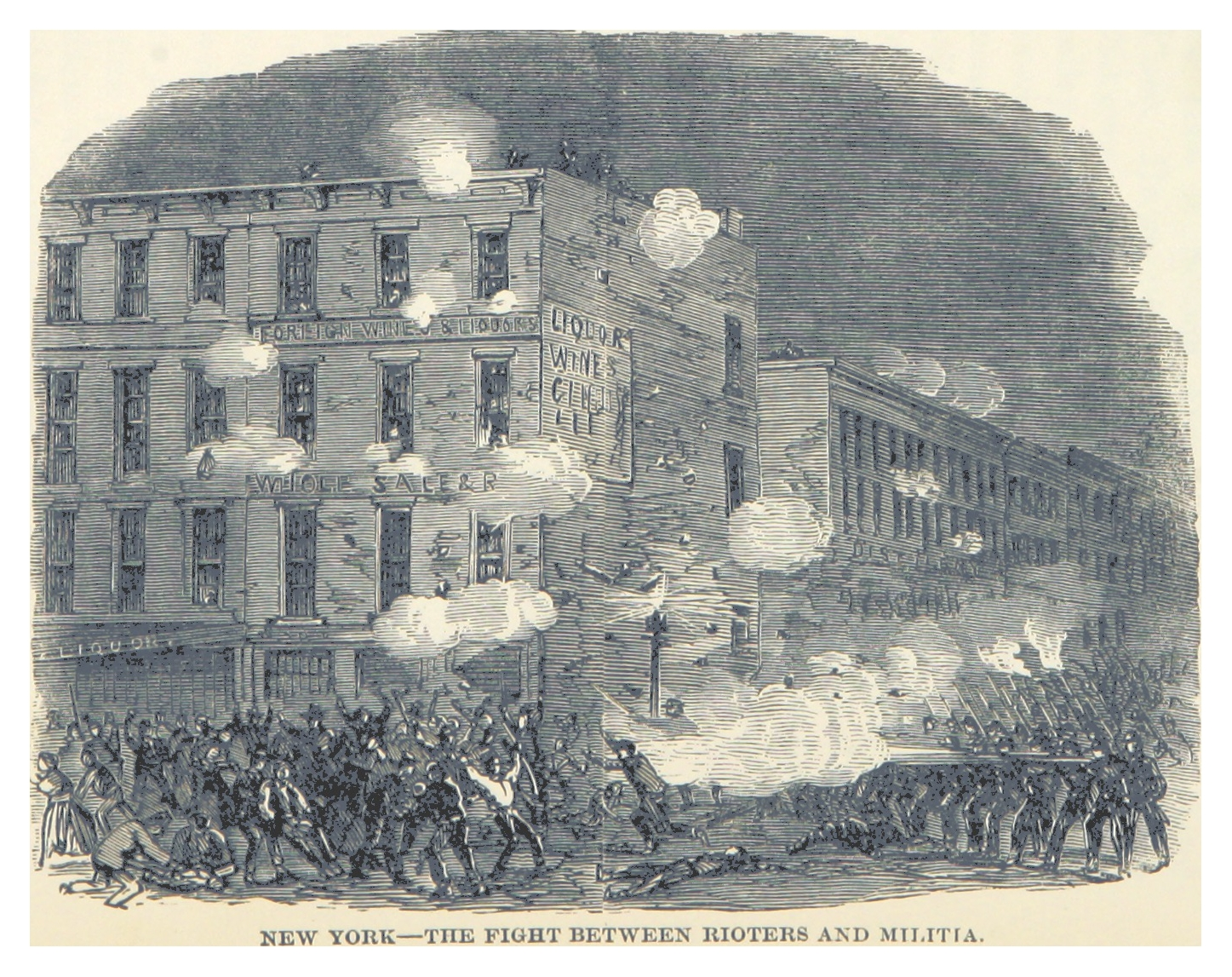
暴徒と民兵の間の戦い

ニューヨーク・トリビューン紙は次のように報じた。「次々と窓にひびが入り、レンガや敷石の破片がテラスやロビーでガタガタと音を立て混乱が増し、オペラハウスが文明化された社会の平和的な娯楽のための場所ではなく、侵略軍に包囲された要塞のようになった」。
翌日5月11日の夜、シティ・ホール・パーク(City Hall Park)で会議が開かれ、数千人が出席し、演説者は死者を出した当局への復讐を叫んだ。乱闘中に少年が殺された。怒った群衆がブロードウェイからアスター・プレイスに向かった。群衆は騎馬隊との戦闘を繰り広げたが、今度は当局がすぐに優勢になった。 

## 結果
22人から31人の暴徒が死亡し、48人が負傷した。警察官50人から70人が負傷した。民兵のうち、141人がさまざまな飛び道具によって負傷した。3人の裁判官が関連する裁判を主宰し、そのうちの1人、チャールズ・パトリック・デーリー (Charles Patrick Daly) ニューヨーク民事訴訟裁判所 (New York Court of Common Pleas) 裁判官は、有罪判決を下した。 

ニューヨークのエリート達は、暴徒に対して強硬な姿勢をとった当局を満場一致で称賛した。出版社に勤めていたジェームズ・ワトソン・ウェッブ（James Watson Webb）は以下のように書き残している。
軍隊を呼び寄せた当局の迅速さと、集まった暴徒に発砲せよという命令に市民が従う揺るぎない着実さは、旧世界の資本主義者たちへの優れた宣伝であった。彼らが自分たちの財産をニューヨークに送っても、それが赤い共和主義やチャーティスト、またはあらゆる種類の共産主義者の手から安全だろうと確実にあてにできる。 
アスター・オペラハウスは「虐殺オペラハウス」としての悪評が消えず、別のシーズンも始まったが、すぐに廃業し、建物は最終的にニューヨーク商業図書館（New York Mercantile Library）に引き渡された。エリートのオペラハウスに対するニーズは、労働者階級の生活圏から離れ、15 番街やレキシントン・アベニューよりさらにアップタウンにあるアカデミー・オブ・ミュージックの開設によって満たされた。一方でその劇場の創設者は、暴動とアスター劇場の終焉から教訓を得た。それは、新しい劇場は古いほうの劇場がしていたほどは厳密に階級分けをしないということだった。フォレストの評判はひどく傷ついたが 、彼の英雄的な演技スタイルは、初期のハリウッドの二枚目俳優やジョン・バリモアなどに見ることができる。 
ナイジェル・クリフ(Nigel Cliff)の『The Shakespeare Riots』(2007)によると、暴動はニューヨーク市とアメリカでの階級の疎外と分離のプロセスを促進した。そのプロセスの一環として、エンターテインメントは「エリート階級向け」と「労働者階級向け」に分裂した。立派な劇場やボードビルハウスに引き寄せられたプロの俳優が、「真面目な」シェイクスピア劇を行ったため、シェイクスピアは大衆文化から徐々にハイブローなエンターテイメントに移行した。 

## 大衆文化で
- リチャード・ネルソンの戯曲『シェイクスピアの二人の俳優』(1990年)は本暴動を主に扱っている[22]。
- 2006年、米国公共ラジオ放送(NPR)で本暴動が取り上げられた[23]。
- カレン・ジョイ・ファウラーの小説『Booth』（2022年）で本暴動が言及されている。この小説はアメリカのシェイクスピア俳優一家のブース家をテーマにしている。リンカーン大統領の暗殺者として知られるジョン・ウィルクス・ブースも登場する[24]。